# Eriosema ellipticum
Eriosema ellipticum är en ärtväxtart som beskrevs av John Gilbert Baker. Eriosema ellipticum ingår i släktet Eriosema och familjen ärtväxter. Inga underarter finns listade i Catalogue of Life.